# Thierry Magon de La Villehuchet
Pour les articles homonymes, voir Magon.
Pour les autres membres de la famille, voir Famille Magon.
Thierry Magon de La Villehuchet (René Magon de La Villehuchet à l’état civil) est un financier français originaire de Saint-Malo, né le 23 avril 1943 et mort le 22 décembre 2008.
Il se suicide en se taillant les veines dans son bureau de Madison Avenue, dans le centre de Manhattan, à New York, après la banqueroute de sa société Access International Advisors, qui a perdu 1,4 milliard de dollars au cours du scandale de l'affaire Madoff, qui avait éclaté quelques jours plus tôt.

## Biographie
Thierry Magon de La Villehuchet est diplômé du MBA HEC, promotion 1978. Issu d’une vieille famille bretonne, il émigre aux États-Unis au début des années 1980. Il y ouvre le bureau new-yorkais d’Interfinance, filiale de six agents de change français, puis du Crédit lyonnais Securities, puis il contribue à la naissance d'Apollo Management, un gestionnaire de fortune créé par le financier Leon Black. Il mit en relation Jean-François Hénin, patron d’Altus Finance, filiale du Lyonnais, et Leon Black, ce qui permit le rachat des junk bonds d’Executive Life, la compagnie d’assurances californienne en faillite à la suite de l'éclatement du marché des junk bonds en 1992.
Ensuite il dirige la société Access International Advisors, créée en 2003 par Patrick Littaye, actuaire, installée sur Madison Avenue à New York. Cette entreprise de conseil en investissement comptait quelques collaborateurs, recrutés notamment pour leur carnet d’adresses dans le gotha mondain et princier, tels que le prince héritier Alexandre de Yougoslavie, le prince Michel de Yougoslavie, Philippe Junot, premier mari de la princesse Caroline de Monaco et Liliane Bettencourt. Avec l’argent gagné, il procède notamment à la restauration de son château familial de Plouër-sur-Rance.

## L’affaire Madoff
Sur plus de 3 milliards de dollars qu'elle conseillait, 2,25 milliards de dollars d’actifs de ses clients seraient exposés au fonds de Madoff (dont 1,4 milliard dans le fonds Lux Alpha et 825 millions via d’autres fonds), selon Bloomberg. Les due diligences n'avaient pas été réalisées correctement, laissant les fonds disparaître dans la nébuleuse de Bernard Madoff qui avait créé une gigantesque pyramide de Ponzi faisant disparaître près de 20 milliards d'euros. Outre les fonds de ses clients, Thierry de La Villehuchet avait investi une partie importante de son patrimoine personnel dans le fonds de Madoff, dont il est la première victime physique.

## New York Yacht Club
Membre du New York Yacht Club, il a participé à de nombreuses régates aux États-Unis et en France.